# Zygfryd Gardzielewski
 (avril 2021).
Si vous disposez d'ouvrages ou d'articles de référence ou si vous connaissez des sites web de qualité traitant du thème abordé ici, merci de compléter l'article en donnant les références utiles à sa vérifiabilité et en les liant à la section « Notes et références ».
Zygfryd Gardzielewski (né en 1914 à Toruń, décédé en 2001) est un dessinateur de caractères et graphiste polonais.

## Biographie
Après la guerre, il a travaillé en tant que graphiste et chef de fabrication dans des entreprises de Toruń. Il a conçu des livres, des affiches, des ex-libris et des publications, principalement pour des institutions de la ville, par exemple pour l'université Nicolas-Copernic, la bibliothèque municipale, la société bibliophilique Joachim Lelewel et la Société scientifique de Toruń. Il a également travaillé pour la maison d'édition « Pax », les éditions d'État, la coopérative d'édition populaire, la coopérative d'édition « Czytelnik », la maison d'édition médicale d'État et le Musée national de Varsovie.
Zygfryd Gardzielewski est connu comme dessinateur de caractères. Il est l'auteur de la fonte Antykwa toruńska, sur laquelle il a travaillé dans les années 1952–1958. Cette lettre originale, a été créée en 1960 à la fonderie Grafmasz de Varsovie. Les glyphes de 6 à 48 points ont été fondus, dont une version semi-grasse et une version inclinée. Cette fonte immédiatement rencontré le succès et ses casses ont rapidement trouvé leur place dans les imprimeries polonaises.
L'épouse de Zygfryd Gardzielewski était Janina Gardzielewska, une artiste photographe de Toruń.